# Memnonia purpureus
Memnonia purpureus är en insektsart som beskrevs av Ball 1933. Memnonia purpureus ingår i släktet Memnonia och familjen dvärgstritar. Inga underarter finns listade i Catalogue of Life.